# Cursive (groupe)
Pour les articles homonymes, voir Cursive.
Cursive est un groupe de rock indépendant américain, originaire d'Omaha, dans le Nebraska. Catégorisé post-hardcore à tendances emo, le groupe est formé en 1995 sur les cendres du groupe Slowdown Virginia par Tim Kasher, Matt Maginn, Steve Pedersen et une nouvelle recrue, le batteur Clint Schnase. Ils sortent leur premier album studio Such Blinding Stars for Starving Eyes en 1997 et se séparent l'année suivante sur l'album The Storms of Early Summer: Semantics of Song. Contre toute attente le groupe se reforme l'été 1999 (Pedersen qui a commencé des études de droit et remplacé par Ted Stevens). Ils accouchent ensemble de l'album-concept Domestica qui attire l'attention des fans et de la critique.

## Biographie

### Débuts et séparation (1995–1998)
Cursive est formé au printemps 1995, après la séparation de Slowdown Virginia. Les membres de Slowdown Virginia, Tim Kasher (chant, guitare), Matt Maginn (basse), et Steve Pedersen (guitare) se séparent, précédé par leur batteur un mois avant. Les trois décident de ne pas abandonner la musique, et veulent retenter plus sérieusement leur chance. Clint Schnase, qui jouait avec Pedersen dans un groupe appelé Smashmouth, se joint comme batteur. Kasher explique que le nom du groupe s'inspire d'un passage du livre de V. S. Naipaul.
Avec un premier style musical qualifié par un critique comme similaire à At the Drive-In, Cursive enregistre et publie l'EP The Disruption chez Lumberjack Records en 1996, suivi par l'EP Sucker and Dry en 1997 chez Zero Hour Records et de leur premier album, Such Blinding Stars for Starving Eyes chez Crank! A Record Company. Une suite, The Icebreaker, est publiée au début de 1998. Les frères Katz de Sputnikmusic catégorisent Such Blinding Stars et le style musical de Cursive par des « chansons émotionnelles et distordues. »
À la fin du printemps 1998, après deux ans de tournée, Cursive annonce sa séparation. La cause principale vient du mariage de Kasher et du déménagement de son épouse à Portland, dans l'Oregon ; le guitariste Pedersen avait aussi prévu de quitter le groupe pour s'installer en Caroline du Nord et faire des études de droit. Cursive enregistrent The Storms of Early Summer: Semantics of Song comme chant du cygne pour le printemps 1998 avant de se séparer, et publie l'album chez Saddle Creek Records,.

### DomesticaetBurst and Bloom(1999–2002)
Un peu plus d'un an plus tard, à l'été 1999, le groupe se reforme après le divorce de Kasher qui revient à Omaha. Pedersen étant à l'école de droit, Ted Stevens (ex-Lullaby for the Working Class) se joint au groupe à la guitare et au chant. En un an, Cursive enregistre et publie son troisième album, Domestica, en 2000. Album-concept sur la dissolution d'un mariage, Domestica aide Cursive à rencontrer pour la première fois le succès. Bien qu'il ne s'agisse pas directement d'un conte autobiographique de son mariage, Kasher révèle que cela a quand même eu une grande influence sur l'album, même si certains faits relationnels – comme l'infidélité – n'en font pas partie. Pitchfork attribue à Domestica une note de 8 sur 10.
Cursive recrute Gretta Cohn comme violoniste en 2001, Kasher souhaitant ajouter un instrument supplémentaire à leur style musical. Ils enregistrent et publient l'EP Burst and Bloom chez Saddle Creek Records, et un split avec le groupe japonais Eastern Youth en 2002 intitulé 8 Teeth to Eat You chez Better Looking Records. Cursive tourne significativement entre 2001 et 2002, à tel point que la fatigue se fera sentir, et que Kasher souffrira d'une pneumothorax. Le groupe doit annuler le reste de sa tournée, et écrire d'autres chansons.

### The Ugly Organet pause (2003–2005)
Cursive publie son quatrième album, The Ugly Organ, en 2003 chez Saddle Creek Records, et est accueilli par le succès critique et commercial. Le magazine Rolling Stone attribue à l'album une note de quatre étoiles, et le magazine Alternative Press lui attribue la note excellente de 5 sur 5. Alors que The Ugly Organ est réédité en 2014, l'album compte déjà plus de 170 000 exemplaires vendus.
The Ugly Organ est un album-concept qui reflète l'idée selon laquelle, la chanson, le chanteur, et le public se renvoient mutuellement leurs affects émotionnels,. Après une longue tournée en soutien à The Ugly Organ en 2003 et début 2004, Kasher surprend les fans et critiques en annonçant une pause indéfinie de Cursive à la fin 2004 après avoir terminé leur tournée avec The Cure,. Le chanteur Tim Kasher se consacre à son autre groupe The Good Life (en), qui a été formé en 2000 et dont le troisième album, Album of the Year (2004), jouira du succès. Ted Stevens travaille avec son autre groupe, Mayday, avec le bassiste Matt Maginn, publiant un troisième album, Bushido Karaoke, en 2005. Le batteur Clint Schnase et le bassiste Matt Maginn tournent avec Bright Eyes, notamment au Vote for Change. La violoniste Gretta Cohn décide de quitter le groupe et de s'installer à New York.
Saddle Creek Records publie une compilation, The Difference Between Houses and Homes, le 9 août 2005. Ces chansons sont issues des EP The Disruption, Sucker and Dry et The Icebreaker, et comprend quelques faces-B et chansons inédites enregistrées entre 1995 et 2001.

### Happy HollowetMama, I'm Swollen(2006–2011)
La pause de Cursive prend fin en 2006, Saddle Creek ayant annoncé que Kasher arrêterait temporairement de s'occuper de son projet parallèle The Good Life (en), pour commencer à cinquième album studio. Happy Hollow est publié le 22 août 2006. Son premier single est Dorothy at Forty, est publié le 11 juillet 2006. Nommé d'après le Dundee-Happy Hollow Historic District à Omaha, dans le Nebraska, où vit Warren Buffett, l'album se consacre aux politiques corrompus et à l'hypocrisie chrétienne,. L'album est bien accueilli par la presse spécialisée. Les magazines Spin, URB, Time Out New York, et Blender lui attribuent une note de 4 sur 5, et Rolling Stone une note de 3,5 sur 5 ; le magazine Alternative Press lui attribue une note parfaite de 5 sur 5.
Le sixième album de Cursive, Mama, I'm Swollen, est publié le 10 mars 2009 chez Saddle Creek Records. Trois jours plus tard, le groupe fait ses débuts télévisés au Late Show with David Letterman, jouant From the Hips. L'album est le premier du groupe enregistré sans le batteur Clint Schnase, qui partira en octobre 2007. Schnase est remplacé par Matt « Cornbread » Compton, qui a déjà tourné avec le groupe.

### I am Gemini(depuis 2012)
La suite de Mama, I'm Swollen, intitulée I am Gemini, est publiée le 21 février 2012 chez Saddle Creek Records. Cornbread Compton est replacé par Cully Symington avant l'enregistrement de l'album,. The Ugly Organ est réédité par Cursive et Saddle Creek en 2014, accompagné de chansons tirées de 8 Teeth to Eat You et de quatre chansons tirées de singles et compilations. Cursive effectue une brève tournée en 2017 en soutien à cette réédition.

## Membres

### Membres actuels
- Tim Kasher – chant, guitare, orgue (1995–1998, depuis 1999)
- Matt Maginn – basse, chœurs (1995–1998, depuis 1999)
- Ted Stevens – guitare, chœurs (depuis 1999)
- Cully Symington – batterie, percussions (depuis 2009)

### Membre de tournée
- Patrick Newbery – trompette, percussions, orgue, piano, mini-moog, claviers, synthétiseur, autres instruments (depuis 2006)[35]

### Anciens membres
- Steve Pedersen – guitare, chœurs (1995–1998)
- Gretta Cohn – violoncelle (2001–2005)
- Clint Schnase – batterie, percussions (1995–2008)
- Matt « Cornbread » Compton – batterie, percussions (2008–2009)

## Discographie

### Albums studio
- 1997 : Such Blinding Stars for Starving Eyes (Crank! Records)
- 1998 : The Storms of Early Summer: Semantics of Song (Saddle Creek Records)
- 2000 : Domestica (Saddle Creek Records)
- 2003 : The Ugly Organ (Saddle Creek Records)
- 2006 : Happy Hollow (Saddle Creek Records)
- 2009 : Mama, I'm Swollen (Saddle Creek Records)
- 2012 : I Am Gemini (Saddle Creek Records)
- 2018 : Vitriola (15 Passenger Records / Big Scary Monster Recording)
- 2019 : Get Fixed (15 Passenger Records / Big Scary Monster Recording)
- 2024 : Devourer (Run for Cover Records)

### Compilations
- 2005 : The Difference Between Houses and Homes (Période 1996-2001)